# أبو الوفاء البغدادي
أبوالوفا تاج العارفين سيد محمد بن محمد أريز البغدادي، المعروف أيضًا باسم أبوالوفا البغدادي ، الكاكي ، الكردي  (ولادة ١٠٢٦ - وفاة. ٩ ديسمبر) ١١٠٧)، هو مؤسس الطائفة الوفائية. وقد ورد في كتاب (مناقب نامه) أنه ينتسب لنسل علي المرتضى .

## حياته
وبحسب الـ (مناقب نامه) فإن اسمه الحقيقي هو محمد بن محمد أريز بن أبو الوفا،، ولد عام 1026 في قرية كوسان بالعراق لعائلة من أصل كردي . ومن المعروف أيضًا أنه أقام في قرية تسمى كالمينا.
اضطر والده محمد أريزي ان يتنقل بين قريتي زبالة  وهياسم لكسب قوت عيشه  وأمه فاطمة ام كلثوم هي كردية أيضا . وبحسب بعض معلومات غير مؤكدة لباحثين، ان والده الذي كان يعيش في منطقة الزبالة في العراق، اضطر للفرار إلى منطقة كوسان بسبب الأضطهاد ولجأ إلى قبيلة كردية تدعى بنو نرجس، وتزوج من فتاة كردية تنتمي لهذه القبيلة التي ولدت أبو الوفاء.
الف كتابا يسمى مناقب نامة تاج العارفين السيد أبو الوفا، وتوفي في ٩ ديسمبر ١١٠٧. ويقع قبره في قرية الأمة (وريور) في منطقة تسمي البسروجية، جنوب غرب مدينة الكوت في شرق العراق.
 

## الطائفة الوفائية
"السيد محمد بن محمد أريز البغدادي" هو مؤسس الطائفة الوفائية. واشتهر بلقب تاج العارفين . وكان يعرف بين الأكراد باسم "الكاكه" اي الاخ الأكبر. وبعد أن أكمل جزءًا كبيرًا من تعليمه في بغداد ، ذهب إلى بخارى . وبعد أن تعلم العلوم الدينية عاد إلى بغداد وانتسب إلى محمد الشنبكي هناك.
ويعتبر الشيخ محمد الشنبكي من كبار مشايخ العراق في حياته. كما تلقى الشيخ محمد الشنبكي تعليمه الصوفي لأبي بكر بن المعروف بطبيعته الساحرة وشخصيته القاسية. أكملها في عهد عياض الحوارى البطائحي. زاد الشيخ الشنبكي من نفوذه في المنطقة في وقت قصير وتم تدريب العديد من المريدين. وكان للخلفاء الذين قام بتربيتهم تأثير مباشر أو غير مباشر على الطوائف مثل الطريقة الوفائية، والطريقة الرفاعية، والطريقة القادرية. السيد محمد، الذي تلقى التعليم الصوفي على يد هذا الشخص المؤثر، نال تقدير شيخه الكبير وأعطاه لقب "أبو الوفاء" نظرا إخلاصه للشيخ الذي خدمه لفترة طويلة.
وتنسب إليه معجزات كثيرة في مناقب نامه. ويقال إن السيد أبو الوفاء لم يكن يعرف العربية قبل تعليمه، إلا أنه رأى النبي في منامه ذات ليلة. وبمجرد أن استيقظ، بدأ في التحدث باللغة العربية بطلاقة. ولهذا السبب يقول: "كنت أنام ككردي، واستيقظت في الصباح كعربي". يقتبس مولانا جلال الدين الرومي أيضًا نفس الكلمات عند وصف نسب حسام الدين جلبي في مقدمة كتابه المثنوي .
والرأي العام حول نسب الوفائية هو أن الطائفة فرع من الشنبكية. الطائفة التي أسسها أبو الوفاء سميت بالوفائية بعد وفاته. لا توجد معلومات كافية عن نسب الطائفة وطقوسها وإجراءاتها ومبادئها. وعندما ننظر إلى مسارها التاريخي نجد أن الوفائية ذات طابع باطني، طائفة سنية في بعض المناطق وغير سنية في بعض المناطق. وفي بعض الفترات نرى أنها ممثلة في الجانبين في نفس الجغرافيا. ورد في كتاب مناقب نامه أن أبو الوفا أدى السماع (أو رقصة السما) أثناء حياته وأن هذه المسألة أثارت بعض الاعتراضات والمناقشات من قبل أعضاء الطوائف الأخرى. بينما يتبين أن أسماء الخلفاء الأربعة الأوائل مدرجة في قسم الصلاة بمدخل إحدى أنساب الوفائية القديمة بتاريخ ١٤٥١، وفي نسب آخر بتاريخ ١٥٨٢، والذي يتزامن مع التنافس ما بعد الصراع العثماني الصفوي، فإنه تم حذف اسماء الخلفاء الثلاثة الأوائل وتم إدراج أسماء الأئمة الاثني عشر بدلاً من ذلك. وتصف آيفر كاراكايا-ستمب، المعروفة بأبحاثها حول الوفائية والعلوية، هذا المزيج، الذي يبدو انتقائيًا نسبيًا من حيث الطائفية، بأنه "خلال انتشار التراث الوفائي من جغرافية العراق و كردستان في القرن الحادي عشر إلى الأناضول ما بعد المغول، ذهب من السنية الاسمية إلى مجاز أصبحت فيه الحدود الطائفية رمادية اللون، ومن هناك، التنافس العثماني الصفوي، وهو يفسره على أنه انعكاس لتطوره إلى صورة شيعية/علوية ستزداد حدة في المستقبل.
بعد وفاة أبو الوفاء، برز بين الوفائية علي بن الهيتي، علي الكردي، معاذ الكردي، جاكير الكردي، بوغا بن باتو، عبد الرحمن بن دوغانجي، محمد تركماني، شيخ تورهان، شيخ تكين، محمد ب. بيليقيسا، مطر البدراني . وانتشرت في مساحة واسعة في العراق وسوريا و كردستان من خلال خلفائها مثل احمد الباقلي اليماني؛ ثم بدأت العمل في الأناضول. إن حقيقة أن ثلاثة من خلفاء أبو الوفاء معروفين بالاسم المستعار "كردي" تكشف عن نفوذ الشيخ الفعال بين القبائل الكردية. ويفهم من وجود خلفاء آخرين بأسماء تركية أن تأثير أبو الوفاء لم يقتصر على كردستان. لكن المعلومات أقل حول وضع الوفائية في العراق وسوريا، وهما منطقة توسعها الرئيسية، ومدة حفاظها على نفوذها هناك، مقارنة بالأناضول. وأهم ممثل للطائفة في الأناضول هو الشيخ التركماني دده جاركين، الذي عاش بعد وفاة الشيخ بحوالي مائة عام ويبدو أنه أسس طائفة باسمه. التقليد الذي كان يمثله كان يمثله بابا إلياس الخراساني وشيوخ عائلته. الشيخ أدبالي ، أحد الشخصيات المهمة في فترة تأسيس الإمارة العثمانية، هو أيضًا عضو في هذه الطريقة. واصلت الوفاية نفوذها في منطقة جغرافية واسعة وعلى مدى فترة طويلة من الزمن.

## شجرة النسب
- ١. الامام علي
- ٢. الامام الحسين
- ٣. الامام زين العابدين
- ٤. سيد حسين
- ٥. سيد يحيى
- ٦. سيد حسن فكي
- ٧. سيد زيد
- ٨. سيد حسين
- ٩. سيد محمد
- ١٠. سيد علي
- ١١. سيد زيد
- ١٢. السيد محمد كبير ارزي
- ١٣. سيد أبو الوفا تاج العارفين

## وصلات خارجية
- أبو الوفاء بن عقيل
- فصول الآداب ومكارم الأخلاق المشروعة